# Hands Open
Hands Open è un singolo del gruppo musicale scozzese Snow Patrol, pubblicato nel 2006 ed estratto dall'album Eyes Open.

## Tracce
- CD (Promo USA)

1. Hands Open – 3:17

- Download digitale

1. Hands Open (Freelance Hellraiser Remix) – 6:30

- Singolo (Australia)

1. Hands Open – 3:15
2. Chasing Cars (Live in Berlin) - 4:28